# Grammascosoecia porosa
Grammascosoecia porosa is een mosdiertjessoort uit de familie van de Petaloporidae. De wetenschappelijke naam van de soort is voor het eerst geldig gepubliceerd in 1922 door Ferdinand Canu en Ray Smith Bassler.